# Burni Ramasan
Burni Ramasan är ett berg i Indonesien.   Det ligger i provinsen Aceh, i den västra delen av landet, 1 600 km nordväst om huvudstaden Jakarta. Toppen på Burni Ramasan är 1 280 meter över havet.
Terrängen runt Burni Ramasan är kuperad åt sydväst, men åt nordost är den bergig. Runt Burni Ramasan är det mycket glesbefolkat, med 4 invånare per kvadratkilometer. Det finns inga samhällen i närheten. I omgivningarna runt Burni Ramasan växer i huvudsak städsegrön lövskog.